# موسي درق
موسی‌ درق هي قرية في مقاطعة مراغة، إيران. عدد سكان هذه القرية هو 707 في سنة 2006.